# A State of Trance 2010
A State of Trance 2010 Armin van Buuren holland lemezlovas mixlemeze, mely a mix sorozat hetedik darabja. A válogatás április 2-án jelent meg a holland Armada Music kiadó gondozásában. Elődeihez hasonlóan kétlemezes mixet jelent.

## Dalok listája
| Disc one: On the Beach | Disc one: On the Beach                      | Disc one: On the Beach | Disc one: On the Beach          | Disc one: On the Beach | Disc one: On the Beach | Disc one: On the Beach | Disc one: On the Beach | Disc one: On the Beach | Disc one: On the Beach |
|                        | Cím                                         | Szerző(k) | Előadó(k)                       | Hossz                  |                        |                        |                        |                        |                        |
| ---------------------- | ------------------------------------------- | --- | ------------------------------- | ---------------------- | ---------------------- | ---------------------- | ---------------------- | ---------------------- | ---------------------- |
| 1.                     | Closer                                      | Evgeny Aleksandrovich Smirnov, Lars Christian Nyheim & Tore Vatle Jensen, Raz Nitzan & Adrian Broekhuyse, Susana Boomhouwer | Susana km. Omnia & The Blizzard | 5:55                   |                        |                        |                        |                        |                        |
| 2.                     | Who We Are                                  | Luigi Lusini | Luigi Lusini                    | 5:54                   |                        |                        |                        |                        |                        |
| 3.                     | Days of Wonder                              | Mark Sixma | M6                              | 4:52                   |                        |                        |                        |                        |                        |
| 4.                     | Near the End                                | Matan Zohar | Mat Zo                          | 5:25                   |                        |                        |                        |                        |                        |
| 5.                     | Sincere                                     | Peter Smit | Monogato                        | 4:26                   |                        |                        |                        |                        |                        |
| 6.                     | Last Minute                                 | Ronald Hagen & Vincent Alexander Hagen                                                                                      | Ron Hagen & Al Exander          | 4:22                   |                        |                        |                        |                        |                        |
| 7.                     | Savanna                                     | Steve Helstrip | The Thrillseekers               | 4:24                   |                        |                        |                        |                        |                        |
| 8.                     | Lovers Lane                                 | Ørjan Nilsen | Ørjan Nilsen                    | 4:51                   |                        |                        |                        |                        |                        |
| 9.                     | Cut and Run                                 | Madis Sillamo & Emma Louise Lock                                                                                            | Beat Service km. Emma Lock      | 5:42                   |                        |                        |                        |                        |                        |
| 10.                    | Stranger to Myself (Tenishia's Burnout Mix) | Anna Mielniczuk, Cyprian Cassar & Joven Grech                                                                               | Tenishia km. Aneym              | 5:35                   |                        |                        |                        |                        |                        |
| 11.                    | She Moves                                   | Andy Moor & Carrie Skipper                                                                                                  | Andy Moor km. Carrie Skipper    | 7:20                   |                        |                        |                        |                        |                        |
| 12.                    | Shades of Grey                              | Ørjan Nilsen | DJ Governor                     | 5:46                   |                        |                        |                        |                        |                        |
| 13.                    | Ibiza Sunrise (Classic Dub)                 | Mario Egeto & Elod Csaszar, Tomas Skyldeberg, Erik Skåpdal, Claes Funke                                                     | Myon & Shane 54 km. Labworks    | 6:08                   |                        |                        |                        |                        |                        |
| 14.                    | Run Till U Shine (Cosmic Gate Remix)        | Andrew Bennett, Raz Nitzan & Adrian Broekhuyse                                                                              | Andrew Bennett km. Sir Adrian   | 4:35                   |                        |                        |                        |                        |                        |
| 75:15                  |                                             | |                                 |                        |                        |                        |                        |                        |                        |

| Disc two: In the Club | Disc two: In the Club                                   | Disc two: In the Club                      | Disc two: In the Club         | Disc two: In the Club | Disc two: In the Club | Disc two: In the Club | Disc two: In the Club | Disc two: In the Club | Disc two: In the Club |
|                       | Cím                                                     | Szerző(k)                                  | Előadó(k)                     | Hossz                 |                       |                       |                       |                       |                       |
| --------------------- | ------------------------------------------------------- | ------------------------------------------ | ----------------------------- | --------------------- | --------------------- | --------------------- | --------------------- | --------------------- | --------------------- |
| 1.                    | Safe (Wherever You Are) (Rank 1 Remix - AvB Intro Edit) | Aruna Adams, Mario Egeto & Elod Csaszar    | Velvetine                     | 6:44                  |                       |                       |                       |                       |                       |
| 2.                    | Not Going Home (Armin van Buuren Remix)                 | Maxi Jazz, Rollo & Sister Bliss            | Faithless                     | 6:25                  |                       |                       |                       |                       |                       |
| 3.                    | Aisha                                                   | Armin van Buuren & Benno de Goeij          | Gaia                          | 7:20                  |                       |                       |                       |                       |                       |
| 4.                    | The Strings That Bind Us                                | Arney Secerkadic                           | Arnej                         | 4:49                  |                       |                       |                       |                       |                       |
| 5.                    | Love (Dub Mix)                                          | Marcello Pacheco                           | Eco km. Lira Yin              | 4:04                  |                       |                       |                       |                       |                       |
| 6.                    | Ancient World (Roger Shah Long Haul Flight)             | Roger Shah, Ronald Hagen & Pascal Minnaard | Roger Shah & Signum           | 5:13                  |                       |                       |                       |                       |                       |
| 7.                    | Ten Minutes to Midnight (Original Club Mix)             | Jer Martin                                 | Jer Martin                    | 5:26                  |                       |                       |                       |                       |                       |
| 8.                    | Spirit                                                  | Andreas Lindell                            | Dreastic                      | 5:12                  |                       |                       |                       |                       |                       |
| 9.                    | Trapeze (Daniel Kandi's Emotional Remix)                | Madis Sillamo & Emma Louise Lock           | Ferry Tayle & Static Blue     | 4:14                  |                       |                       |                       |                       |                       |
| 10.                   | Sun In the Winter (Alex M.O.R.P.H. Remix)               | Max Graham, Raz Nitzan & Adrian Broekhuyse | Max Graham Feat. Neev Kennedy | 4:54                  |                       |                       |                       |                       |                       |
| 11.                   | 450                                                     | Sebastian Brandt & Ludvig Holm             | Sebastian Brandt              | 4:47                  |                       |                       |                       |                       |                       |
| 12.                   | Collider (Jorn van Deynhoven Remix)                     | Thomas Bronzwaer                           | Thomas Bronzwaer              | 5:08                  |                       |                       |                       |                       |                       |
| 13.                   | Ascent                                                  | Ehren Stowers                              | Ehren Stowers                 | 3:41                  |                       |                       |                       |                       |                       |
| 14.                   | We Won't Forget                                         | Robert Nickson                             | Robert Nickson                | 4:36                  |                       |                       |                       |                       |                       |
| 15.                   | Taxi                                                    | Simon Patterson & Dave Parkinson           | Simon Patterson               | 5:31                  |                       |                       |                       |                       |                       |
| 78:05                 |                                                         |                                            |                               |                       |                       |                       |                       |                       |                       |

## Érdekességek
Az Armada Music kiadó szorosan együtt működik az Apple Inc. vállalattal, ennek keretében A State Of Trance 2010. április 2-án először iPhone-ra jelent meg az alábbi országokban: USA, Kanada, Németország, Hollandia, Svédország, Finnország és Görögország.

## Külső hivatkozások
- A State of Trance 2010 a Discogs zenei adatbázisban
- Armin van Buuren mutatja be a State of Trance 2010-et. YouTube